# Punta di Charbonnel
La Punta di Charbonnel (in francese Pointe de Charbonnel) è una montagna delle Alpi Graie alta 3.760 m s.l.m., la più alta delle Alpi di Lanzo e dell'Alta Moriana.

## Caratteristiche

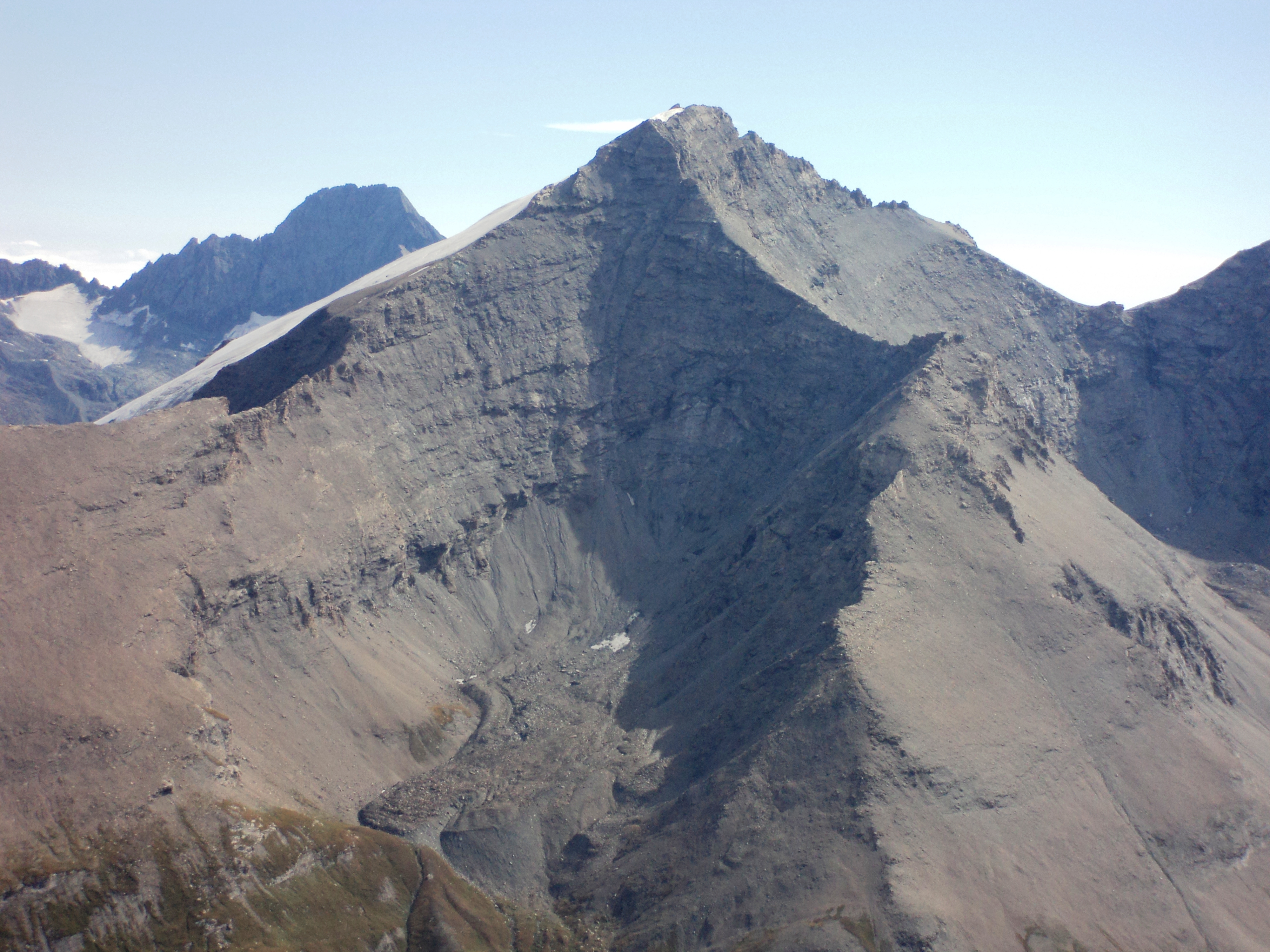
Versante ovest della montagna vista dalla Punta Roncia. Sullo sfondo l'Uia di Bessanese.

La montagna, interamente in territorio francese, è situata a nord del Rocciamelone, ad ovest della Croce Rossa; domina l'abitato di Bessans e di Avérole nella Maurienne.
Si tratta della montagna più alta dell'omonimo gruppo che è collocato tra la Valle dell'Avérole e la Valle del Ribon. Nel versante nord-ovest della montagna si adagia il ghiacciaio di Charbonnel.

## Salita alla vetta
Si può salire sulla vetta partendo dalla località di Bessans denominata Vincendières (1.830 m). Si attraversa dapprima il torrente Avérole e poi si prende un sentiero in direzione nord e che costeggia il torrente Charbonnel. Si risale il vallone e poi si risale il ghiacciaio di Charbonnel.
La montagna viene salita in primavera con la tecnica dello sci alpinismo.